# Dhammasangani
El Dhammasangani es un texto budista, parte del Canon Pali del budismo theravada, que se incluye en el Abhidhamma Pitaka.
El libro comienza con una matika (en Pali "matriz"), la cual es una lista de clasificaciones de dhamas (traducido diversamente como ideas, fenómenos, estados, modelos, etcétera). Hay 22 clasificaciones de nivel 3, seguidas por 100 de segundo nivel según el método abhidhamma y 42 según el método sutta. El cuerpo principal del libro tiene las cuatro partes siguientes:
- La primera parte versa sobre los estados de la mente, listando y definiendo los factores presentes en ellos.
- El segundo trata sobre los fenómenos materiales, clasificándolos numéricamente, en primeros, segundos…
- La tercera parte aplica la materia de las dos primeras para explicar las clasificaciones en la matika.
- La cuarta hace lo mismo, pero en un modo diferente y algo más detallado, y omitiendo las clasificaciones de segundo nivel del método sutta. Esta cuarta parte se omite en general en las traducciones antiguas, siendo sólo incluidos unos pocos extractos. En las traducciones modernas está completa.

- Datos: Q2502188